# Mulini di Caltanissetta

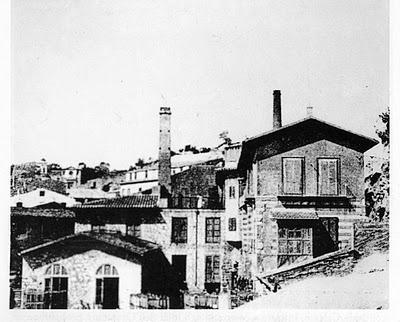
Il mulino Salvati a inizio XX secolo

I mulini di Caltanissetta furono impianti a vapore sorti dopo l'unità d'Italia per soddisfare la necessità di estendere l'industrializzazione al settore agricolo, da sempre vocazione del territorio, e rappresentarono un importante volano economico della città fino alla crisi degli anni ottanta del Novecento.
I mulini a vapore erano infatti più efficienti dei classici mulini ad acqua o a trazione animale, e modernizzarono il processo di trasformazione del grano da materia prima a prodotto finito, nel caso specifico in pasta. Per tale motivo i mulini di Caltanissetta erano anche pastifici.

## Mulino Salvati

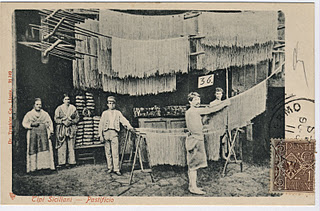
Operai al lavoro all'interno del mulino Salvati

Il mulino Salvati fu fondato nel 1866 dai due fratelli campani Francesco e Luigi Salvati, che costruirono il primo molino a vapore della città in contrada Sallemi, una località allora fuori le mura, e corrispondente all'incrocio tra le attuali via Salvati e via Sallemi. Fu preceduto cronologicamente soltanto da un altro molino, costruito nei pressi della chiesa di Santa Lucia, che però non ebbe una storia significativa e chiuse dopo pochi anni di attività. Il complesso edilizio fu costruito a cavallo delle due sponde dell'asta torrentizia, affluente del torrente delle Grazie, e a ridosso di un'ormai perduta fontana-abbeveratoio. Chiuse nel 1913.

## Molino Piedigrotta

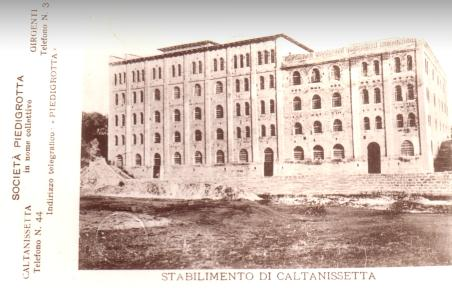
L'antico pastificio e molino Piedigrotta, poi demolito

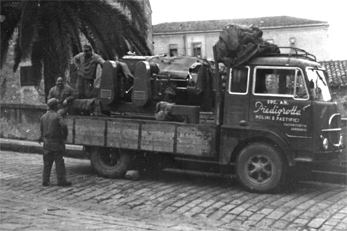
Camion della Piedigrotta

Sorto nel 1913, nello stesso anno della chiusura del molino Salvati, fu avviato da un gruppo di imprenditori nisseni costituitisi in società, e divenne molto famoso in tutta la regione, esportando per più di mezzo secolo il proprio marchio oltre i confini locali, tanto da essere inserito tra i dieci maggiori pastifici italiani del tempo. La pasta della "Piedigrotta" era venduta nella caratteristica cartata azzurra. Lo stabilimento si trovava nelle vicinanze della stazione ferroviaria; al suo posto oggi sorgono alcune palazzine, mentre il marchio Piedigrotta è un marchio registrato usato da un molino attivo in città.

## Altri mulini
Altri molini degni di menzione furono:
- molino dei fratelli Tortorici, che avviarono la oro attività in contrada Stella, oggi una traversa di via Xiboli;
- molino di contrada Madonna della Catena, nei pressi dell'ex macello nella zona sud della città;
- molino Sole, l'ultimo che operò in città, costruito in località Santa Lucia nei luoghi dove vi era stato il primo tentativo non riuscito di fondare un mulino moderno in città.

Altri due molini, anch'essi con pastificio annesso, furono avviati da un certo Cortese in contrada Santa Lucia, alla periferia cittadina.